# Jaskinie Pawlikowskiego
Das Höhlen-System Jaskinie Pawlikowskiego ist eine Höhle im Tal Dolina Kościeliska am Berg Raptawicka Turnia oberhalb des Gebirgsflusses Kościeliski Potok im Massiv der Westtatra (Tatra-Nationalpark) in Polen. Es besteht aus mehreren miteinander verbundenen Höhlen, der Jaskinia Mylna, der Jaskinia Obłazkowa und der Jaskinia Raptawicka. Die einzelnen Höhlen sind Schauhöhlen und der Öffentlichkeit teilweise zugänglich. Das Höhlensystem ist nach seinem Entdecker Jan Gwalbert Pawlikowski benannt.
Das Höhlen-System liegt bei Kościelisko unweit von Zakopane.